# Reader's Digest
Le Reader's Digest (ou Sélection du Reader's Digest pour les éditions francophones) est un magazine mensuel de type familial et généraliste. Le format type (5 ¹⁄₂ × 8¼ pouces ou 134 × 184 mm) du magazine a donné le terme digest (petit format), de la taille d'un roman.

## Histoire

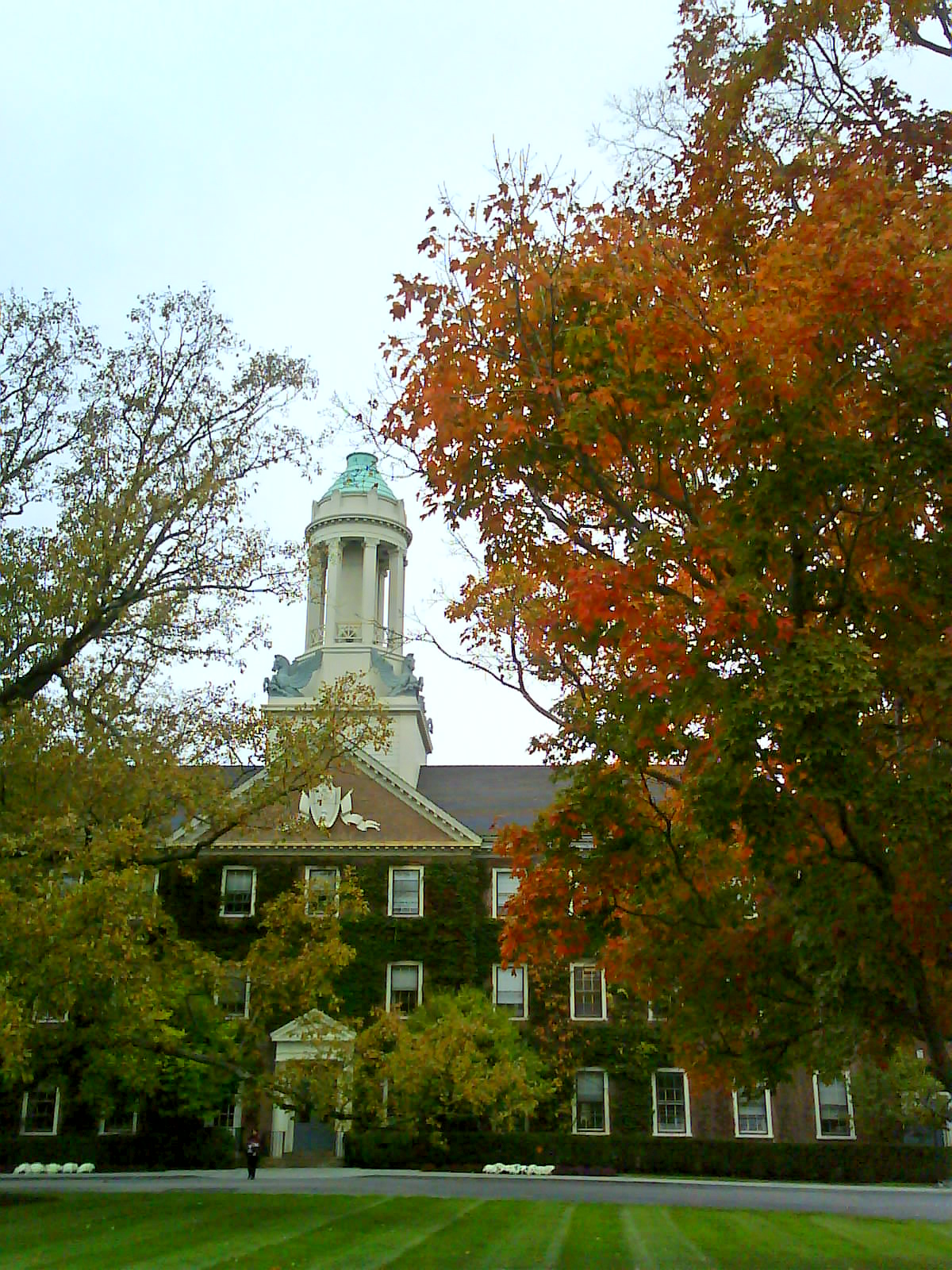
Siège social de Reader's Digest à Pleasantville (État de New York).

Alors qu'il se rétablissait de ses blessures de la Première Guerre mondiale, DeWitt Wallace (en) (1889-1981) imagina un magazine composé d'articles condensés issus de plusieurs magazines populaires. DeWitt et son épouse d'origine canadienne Lila Acheson Wallace (1889-1984) (née Lila Bell Acheson) publièrent le premier numéro le 5 février 1922 depuis leur propre maison. Initialement disponible par correspondance pour 25 cents le numéro, le magazine fut proposé dans les kiosques en 1929. 
Son tirage augmenta progressivement, atteignant le seuil symbolique du million d'exemplaires cumulés en 1935, et de 10 millions en 1994. 
En août 2005, l'édition américaine a fêté son 1000e numéro.
Outre l'anglais, le Reader's Digest est publié dans une trentaine d'autres langues (dont le français, l'espagnol, l'allemand) pour plus de cent pays dans le monde.[réf. nécessaire]
Le 17 août 2009, l'éditeur du magazine a annoncé vouloir se placer sous la protection de la loi américaine sur les faillites. Il souhaitait pouvoir ainsi restructurer sa dette qui s'élèvait à 1,6 milliard USD.

## Publications
En 2004, la version américaine du Reader's Digest fut publiée à 12,5 millions d'exemplaires et compte 44 millions de lecteurs chaque mois. Bien qu'en légère perte de vitesse ces dernières années, le Reader's Digest demeure le magazine généraliste le plus vendu aux États-Unis après les publications de l'Association américaine des retraités (AARP), selon le Bureau d'audit des publications (équivalent de l'Office français de la publication).
Il est également publié dans une version à grands caractères appelée Reader's Digest Large Type, et dans différentes éditions dans plusieurs dizaines de pays dans le monde.

### Version française
Arrivée en 1947 en France avec les GI américains, la marque s'installe durablement jusque dans les années 2010. En mai 2013, les branches française, belge et finlandaise sont revendues au groupe espagnol CIL (Club Internationacional del Libro), car RDA (Reader's Digest Association), la holding propriétaire fait face à d'énormes problèmes de trésorerie,.
En 2016, la marque « Sélection Reader’s Digest » en France est reprise par la société Art Gallery France qui diffuse la version française du magazine. Sélection Reader’s Digest exerce son activité principalement dans la vente à distance de produits d’édition et de loisirs et reprend des parts de marché.

#### Club de livres
Au Reader’s Digest est également associé un club de livres qui, comme France Loisirs, diffuse aussi bien des succès d'éditeurs sous sa propre couverture que des ouvrages spécialement conçus pour le club (atlas, titres de référence, guides pratiques — cuisine, santé, jardinage… — et plusieurs collections de lecture, telles «Sélection du Livre» (spécialisé en livres condensés) et «Enquêtes et Témoignages». La "Sélection du Livre" fait partie de la Sélection du Reader's Digest et ne doit pas être confondue avec le Magazine. Elle publie cinq volumes par an contenant chacun quatre romans condensés. Ces romans choisis sont en général populaires, ils comportent un récit accrocheur d'emblée, ce sont souvent des récits d'aventure, des romances, des histoires vécues ou de suspense. De nombreux auteurs célèbres ont été publiés dans la "Sélection du Livre" comme : Joseph Kessel, Stefan Zweig, Françoise Bourdin, Mary Higgins Clark, Christian Signol ou Henning Mankell.

#### Affaire judiciaire
En juin 2012, Reader's Digest comparaissait devant la 15e chambre correctionnelle de Nanterre pour « publicité mensongère, pratique commerciale trompeuse et pratique commerciale agressive », en tout 150 plaintes pour des envois de documentation entre 2006 et 2010. Finalement l'entreprise est relaxée en juillet 2012.

### Version arabe
La première publication en langue arabe (sous le nom de Al Mukhtar min Reader's Digest, « Selections from The Reader's Digest ») a eu lieu au Caire en 1943, mais le magazine est censuré et arrête sa publication[Quand ?]. Ensuite[Quand ?], c'est le Liban qui s'associe à la publication, mais seulement 75 % des livres américains sont traduits; arrêt définitif en avril 1993.

### Version indienne
La version indienne commence en 1954 avec 40 000 exemplaires. En 2008, elle se vend à 600 000 exemplaires, par Living Media India Ltd.

## Critiques
Dans leur livre La Fabrication du consentement. De la propagande médiatique en démocratie (Agone, 2008), les spécialistes des médias Noam Chomsky et Edward Herman ont violemment critiqué la propension du Reader's Digest à lancer des campagnes de propagande, citant notamment le prétendu complot du KGB pour assassiner le pape, ou sur le lien de la revue avec d'anciens dirigeants de la CIA tels que Paul Henze.

## Série télévisée
La série d'anthologie TV Reader's Digest, diffusée en 1955 et 1956, est composée d'histoires inspirées d'articles publiés dans le magazine.

## Évocations
- Dans le 304e des 480 souvenirs cités par Georges Perec dans Je me souviens.
- Par Serge Gainsbourg dans Le Poinçonneur des Lilas.
- Par Richard Gotainer dans Sur la route encore.
- Dans le best-seller de Dale Carnegie : Comment se faire des amis (et les influencer).
- Dans la série Mad Men, particulièrement dans l'épisode pilote.
- Par Les Fatals Picards dans le titre Française des jeux, tiré de l'album Pamplemousse mécanique.
- Dans la version française de la chanson de Bob Dylan, "Cauchemar Psychomoteur", chantée par Hugues Aufray.
- Dans le premier opus de Retour vers le futur par Doc ouvrant sa porte à Marty en 1955.
- Dans l'épisode Attention, le meurtre peut nuire à votre santé de la série Columbo.
- Dans l'épisode Lisa va à Washington de la série Les Simpson.
- Dans Lolita de Vladimir Nabokov, le narrateur précise que dans la cabane en bois préfabriquée dans laquelle il logeait lors de son expédition dans la zone arctique du Canada, il y avait « un tas de choses en réserve — le Reader's Digest, une sorbetière, des toilettes chimiques, des chapeaux en papier pour Noë[14]. »
- Dans Les Années de Annie Ernaux.